# Reactivo de Tollens

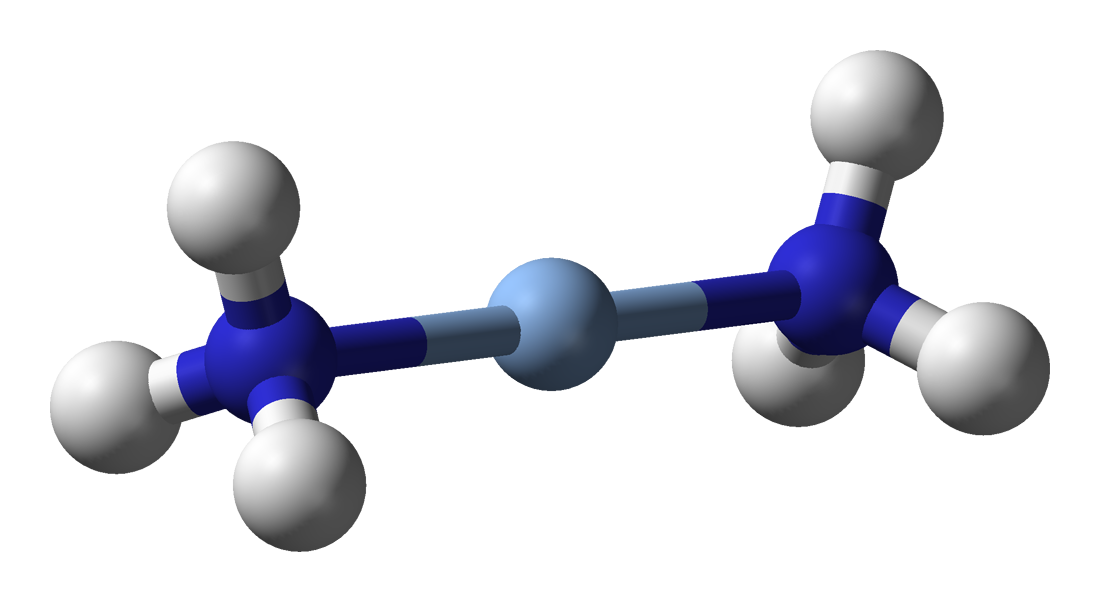
Modelo del catión diamina-plata(I), [Ag(NH_{3})_{2}]^{+}

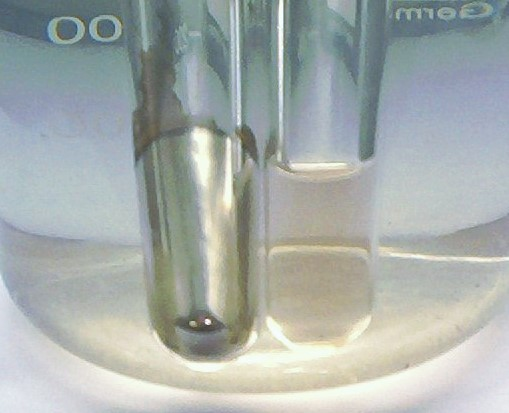
Prueba de Tollens con aldehído: positivo a la izquierda (espejo de plata), negativo a la derecha

El reactivo de Tollens es un complejo acuoso de diamina-plata, presentado usualmente bajo la forma de nitrato. Recibe ese nombre en reconocimiento al químico alemán Bernhard Tollens. Se usa en ensayos cualitativos de aldehidos, cetonas y enoles.

## Usos
El complejo diamina-plata(I) es un agente oxidante, reduciéndose a plata metálico, que en un vaso de reacción limpio, forma un "espejo de plata". Éste es usado para verificar la presencia de aldehídos, que son oxidados a ácidos carboxílicos.
Una vez que ha sido identificado un grupo carbonilo en la molécula orgánica usando 2,4-dinitrofenilhidrazina (también conocido como el reactivo de Brady o 2,4-DNPH), el reactivo de Tollens puede ser usado para discernir si el compuesto es una cetona o un aldehído. Al agregar el aldehído o la cetona al reactivo de Tollens, ponga el tubo de ensayo en un baño María tibio.
Si el reactivo es un aldehído, el test de Tollens resulta en un espejo de plata. En otro caso, puede formarse o no un espejo amarillento.
El reactivo de Tollens es también un test para alquinos con el enlace triple en la posición 1. En este caso se forma un precipitado amarillo de acetiluro de plata.

## Preparación en el laboratorio
Añadir 2 gotas de una disolución de NaOH al 5% a 1 mL de disolución acuosa de AgNO3 al 5%. Agitar el tubo y añadir gota a gota y con agitación NH3 2M, hasta que se consiga disolver el precipitado de Ag2O, que previamente se había formado.

## Seguridad
El reactivo debe ser preparado en el momento y nunca almacenado por más de un par de horas. Después de realizar el test, la mezcla resultante debe ser acidificada con ácido diluido antes de ser desechada. Estas precauciones previenen la formación del altamente explosivo nitruro de plata Ag3N, el fulminato de plata y la azida de plata no se forman a partir de soluciones amoniacales como lo es el reactivo de tollens.

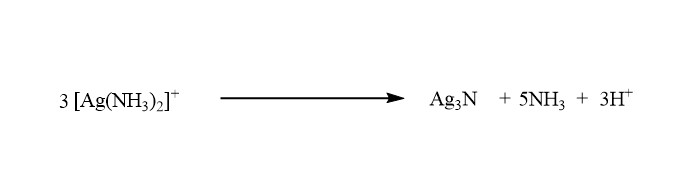
Descomposición del reactivo de tollens a Nitruro de plata